# Antoine Alphonse Chassepot

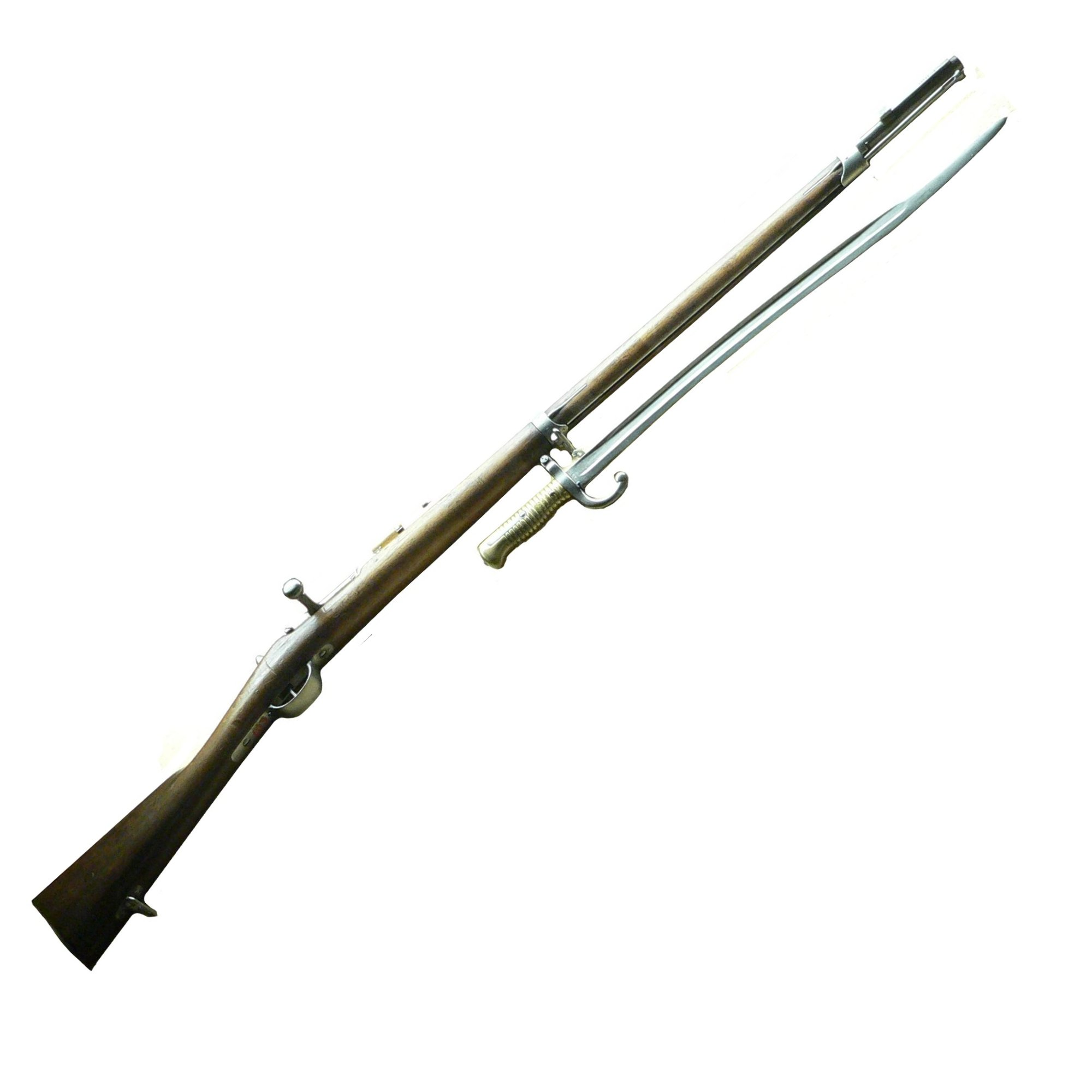
El Chassepot, fusil diseñado por Antoine Alphonse Chassepot.

Antoine Alphonse Chassepot (Mutzig, Bas-Rhin, 1833  -  Gagny, Seine-et-Oise, 1905) fue un armero e inventor francés que diseñó el fusil que lleva su nombre, adoptado por el ejército de Francia en 1866.
Hijo de un armero, aprendió el oficio de su padre e ingresó en 1851 a la fábrica de armas de Châtellerault (Manufacture d'armes de Châtellerault) y posteriormente a la de Saint-Étienne (Manufacture Nationale d'Armes de Saint-Étienne), alcanzando la categoría de inspector (contrôleurs d'armes).
Dedicado con ahínco a sus estudios para perfeccionar el fusil reglamentario francés, tomando por modelo el Dreyse de aguja que había adoptado el ejército de Prusia, ideó hacia 1860 su obturador de anillo de caucho que, evitando completamente los escapes de gases, permitía utilizar mejor el efecto de la carga. El cierre ideado por Chassepot se adaptó al arma proyectada por el teniente coronel Nessler, de la Escuela de Tiro de Vincennes, resultando así el fusil modelo 1866, que llevó el nombre del primero. El Chassepot fue uno de los primeros fusiles de mediano calibre (11 mm) y usaba un cartucho de papel, con bala de 25 g de peso, que alcanzaba una velocidad inicial de 405 m por segundo. Por lo rasante de su trayectoria, su alcance y su cómodo manejo, aventajaba a todos los fusiles existentes en Europa en ese momento, excepto al suizo Vetterli.
Por su diseño, Antoine Alphonse Chassepot recibió la Cruz de la Legión de Honor y una gratificación de 30.000 francos.
En 1868, Chassepot registró en Gran Bretaña una patente para un fusil que utilizaba cartuchos metálicos, mas será el modelo similar del capitán Gras el que finalmente adoptará en 1874 el ejército francés.